# Cimetière Saint-Louis de Strasbourg
Pour les articles homonymes, voir Cimetière Saint-Louis.
Le cimetière Saint-Louis est un cimetière situé au cœur du quartier de la Robertsau, à Strasbourg.

## Présentation
Créé au XIVe siècle, c'est le plus ancien cimetière de la ville. D'une superficie d'un peu moins d'un hectare c'est également le plus petit.

## Personnalités
Outre les habitants du quartier, y sont inhumées plusieurs personnalités liées à l'histoire de Strasbourg, telles que:
- le médecin spécialiste du paludisme et dramaturge Henri-Auguste François (1812-1872),
- le pathologiste Friedrich Daniel von Recklinghausen (1833-1910),
- Heinrich Ludwig Kayser (1833-1904), fondateur des Neueste Nachrichten – ancêtre des Dernières Nouvelles d'Alsace –, et propriétaire du domaine de Kaysersguet,
- l'archéologue Adolf Michaelis (1835-1910), fondateur et titulaire de la chaire d'archéologie classique de la Kaiser-Wilhelms-Universität
- l'éditeur Karl Trübner (1846-1907)
- le philologue Johann Heinrich Hubschmann (1848-1908)
- le poète alsacien d'expression allemande Ernst Stadler (1883-1914).

Le cimetière privé de la famille de Pourtalès est accolé à la nécropole.

## Illustrations

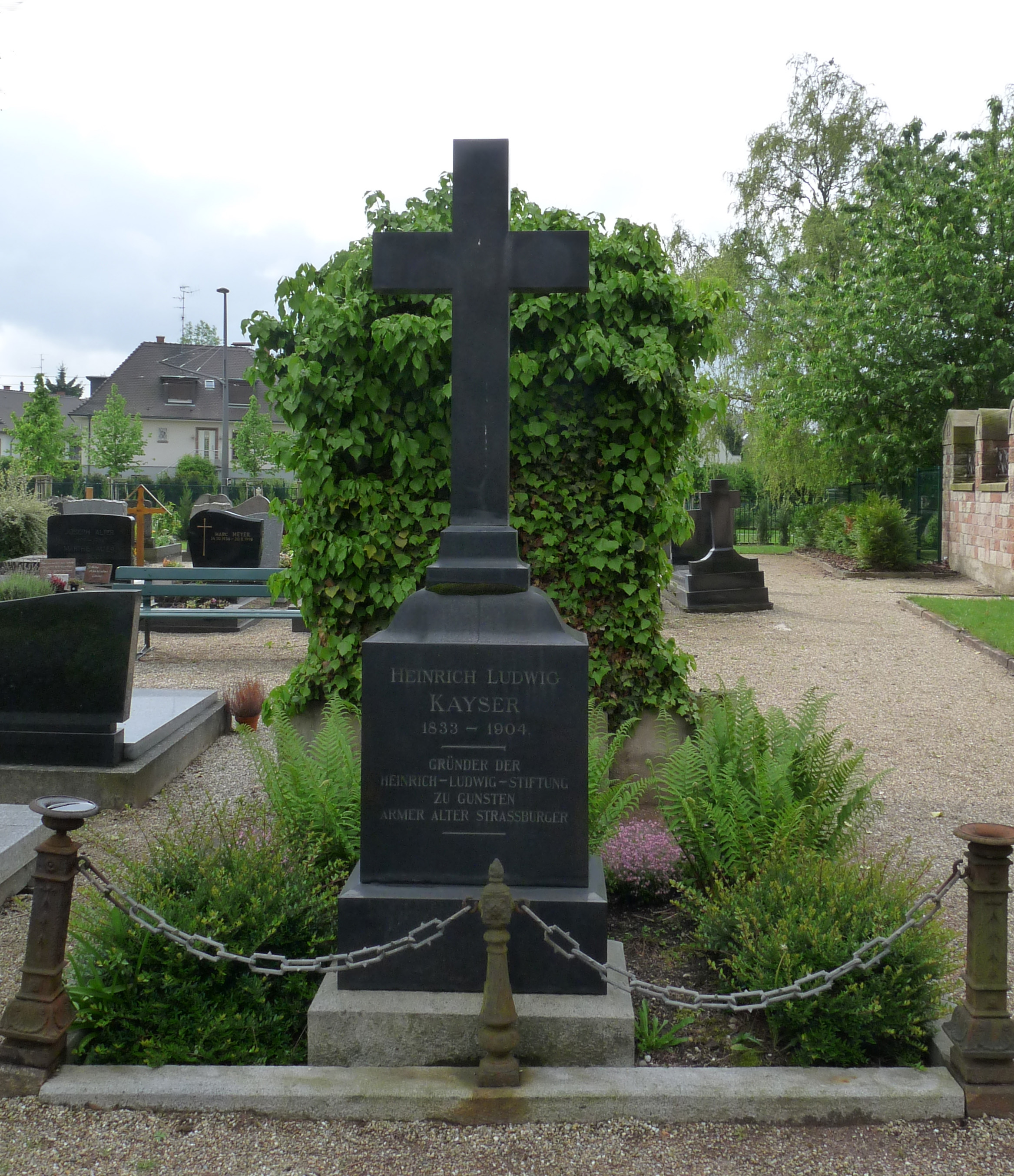
Sépulture de l'imprimeur et éditeur Heinrich Ludwig Kayser (1833-1904)
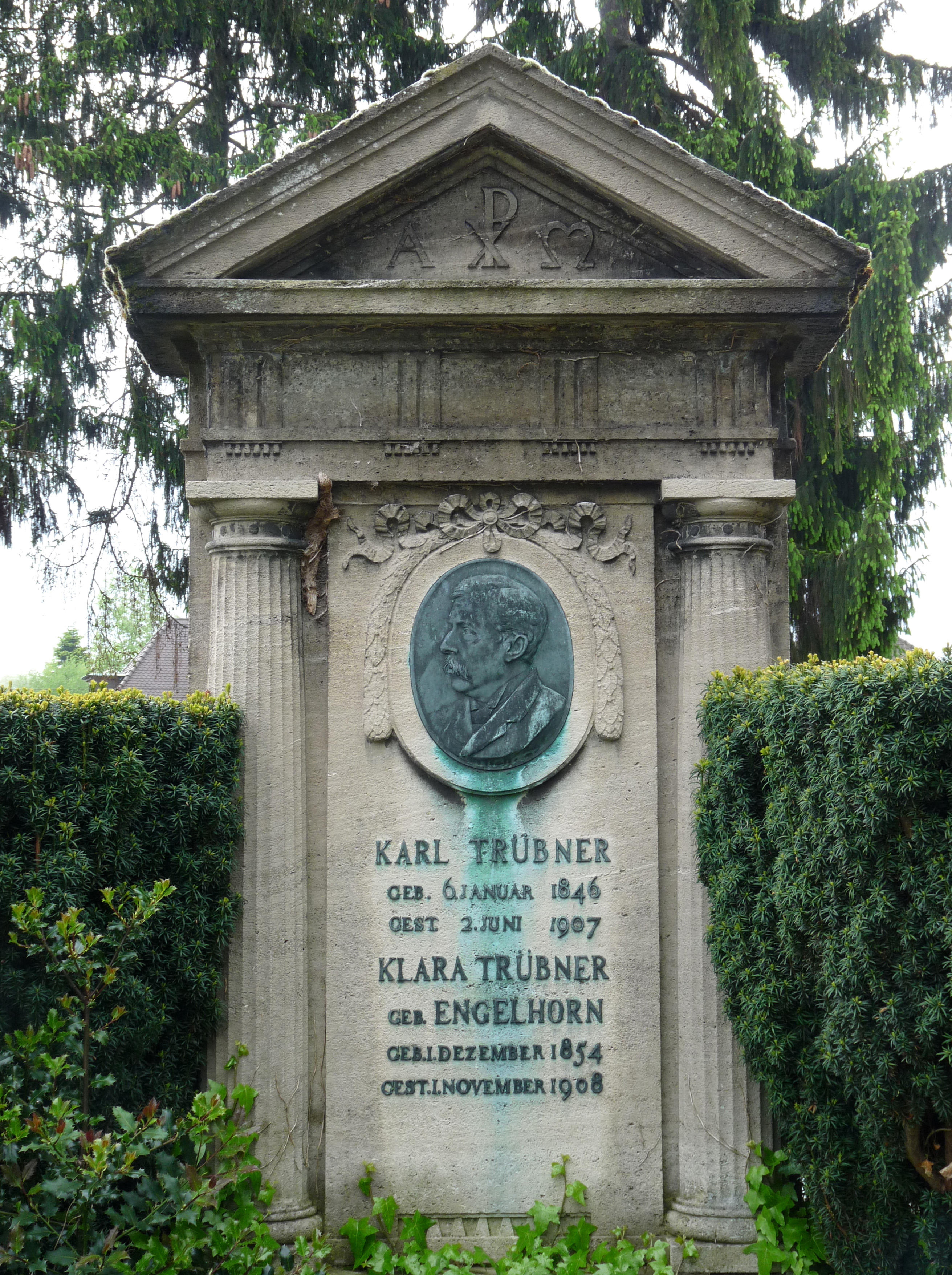
Sépulture de l'éditeur Karl Trübner (1846-1907)
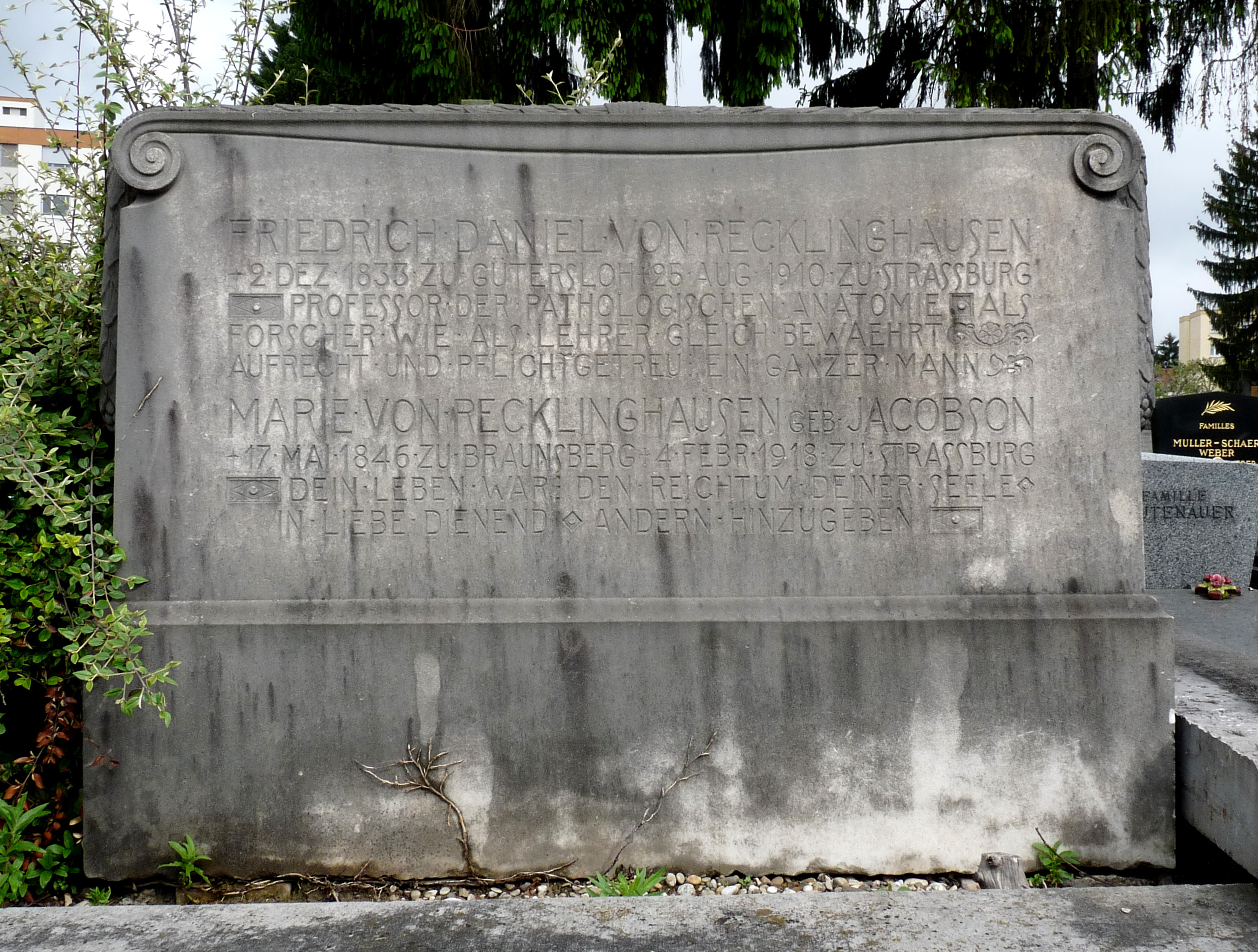
Stèle du professeur de médecine anatomopathologiste  Friedrich Daniel von Recklinghausen (1833-1910)
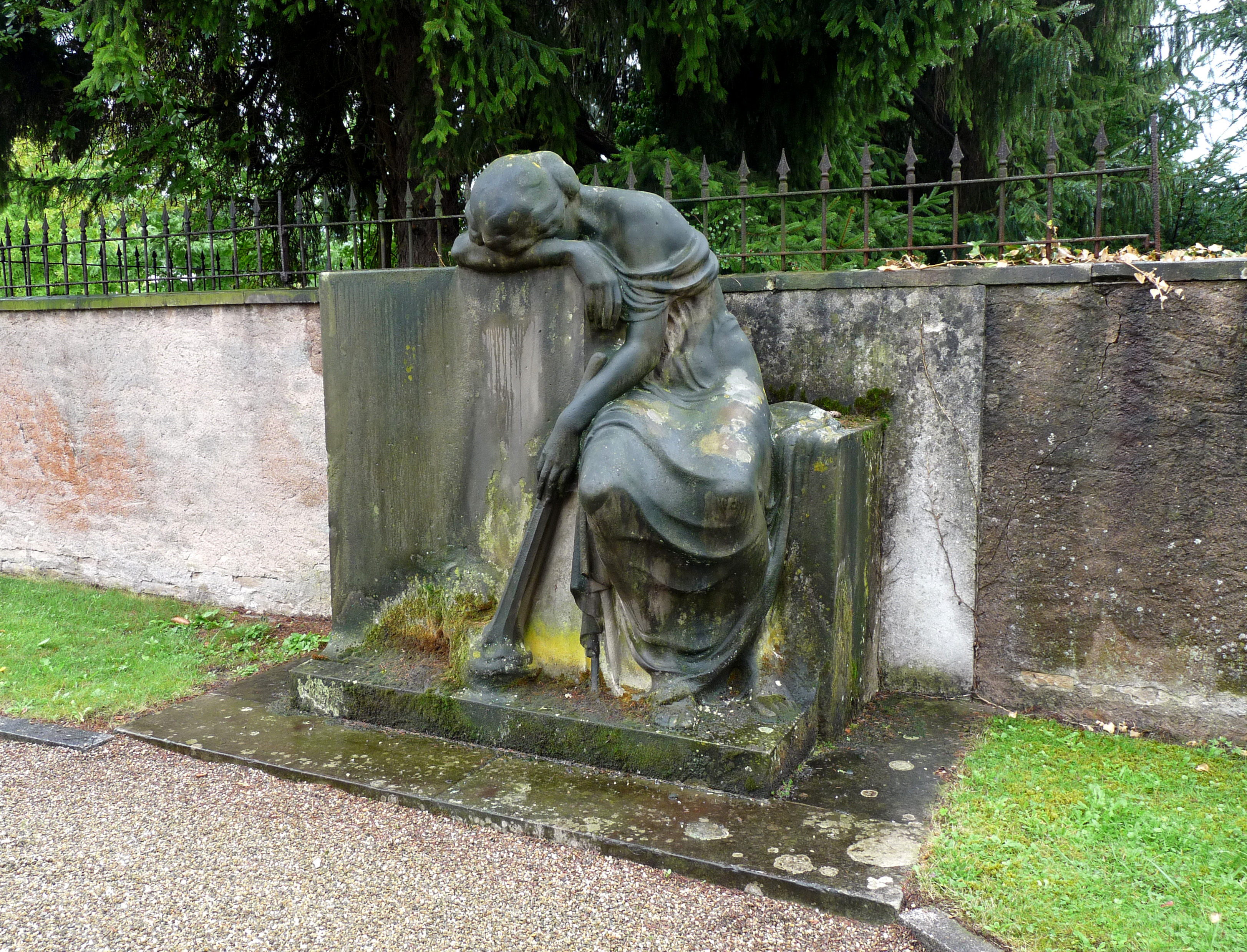
Vestige de l'ancien monument aux morts de la Robertsau par Alfred Marzolff (1868-1936)